# New Best Friends (The Walking Dead)
"New Best Friends" là tập thứ mười trong Phần 7 của series phim truyền hình The Walking Dead. Tập phim được phát sóng trên kênh AMC của Mỹ vào ngày 19 tháng 2 năm 2017. Khi phát sóng tại Mỹ, tập phim đã được 11,08 triệu người xem trong đó có 5,3 triệu người từ 18-49 tuổi.

## Nội dung tập
Trong buổi cống nạp vật phẩm giữa The Kingdom với The Saviors, tên Jared lại một lần nữa tới gây sự với Richard và đòi thu súng của anh ấy. Khi được Ezekiel nhắc nhở, Richard đành phải đưa súng cho hắn. Thấy Jared định đánh Richard, Morgan lập tức lấy gậy đập vào tay hắn. Jared liền giật lấy cây gậy của ông rồi lần lượt đánh Richard và Morgan. Cuối cùng, Benjamin đã dùng gậy của mình đánh vào chân Jared và quật ngã hắn. Sau khi Gavin cảnh cáo rằng hắn không muốn nhìn thấy chuyện này xảy ra thêm lần nào nữa, Ezekiel đành tuyên bố cấm Richard từ sau sẽ không được tham gia vào các buổi cống nạp. Tuy nhiên, Gavin bảo rằng Ezekiel sẽ vẫn phải đưa Richard theo, bởi nếu những chuyện như vừa rồi vẫn tiếp tục xảy ra, Richard cần phải là người lãnh hình phạt đầu tiên. Morgan xin được lấy lại cây gậy của mình nhưng tên Jared vẫn quyết định tịch thu nó.
Quay trở lại The Kingdom, Ezekiel khen Benjamin rằng kỹ năng dùng gậy của cậu đang ngày một tiến bộ, nhưng cũng đồng thời nhắc cậu trong những lần tới chớ nên manh động. Daryl đến gặp Morgan và nhận thấy vết thương trên đầu ông do The Saviors gây nên. Anh nói rằng nếu Carol biết chuyện đã xảy đến với Glenn và Abraham, cô ấy chắc chắn sẽ là người đầu tiên khởi đầu cuộc chiến chống lại chúng. Morgan đồng tình với những lời Daryl nói nhưng cũng bảo rằng đó chính là lý do Carol bỏ đi.
Lát sau, Daryl được Richard tặng cho một chiếc nỏ mới và được nhờ giúp anh ấy một việc. Họ cùng mang vũ khí ra ngoài và tới một địa điểm dự tính sẽ làm nơi phục kích các thành viên The Saviors đi qua. Richard trình bày kế hoạch của mình rằng sau khi họ giết một vài tên, đồng bọn của chúng sẽ tới tìm và lần theo dấu vết do anh ấy ngụy tạo sẵn, dẫn tới ngôi nhà của một người phụ nữ đang sống một mình và được Ezekiel rất quan tâm. Nếu người đó bị The Saviors làm hại, Richard cho rằng Ezekiel sẽ có động lực tham gia vào cuộc chiến chống lại chúng. Khi Daryl hỏi và biết được rằng tên người phụ nữ đó là Carol, anh từ chối làm theo kế hoạch của Richard. Mặc dù vậy, Richard vẫn nhất quyết tấn công khi có một vài thành viên The Saviors sắp sửa đi tới. Điều này khiến Daryl tức giận đè anh ấy xuống đất và giáng những cú đấm liên tục vào mặt. Daryl cảnh báo rằng nếu có bất cứ chuyện gì không hay xảy đến với Carol, anh sẽ giết Richard.
Trong khi đó, nhóm của Rick vừa bị nhóm người bao vây họ trước đó đưa vào trong một bãi rác lớn. Kẻ cầm đầu bên đó - Jadis bảo rằng sinh mạng nhóm Rick giờ đang nằm trong tay nhóm cô ta và hỏi liệu họ có muốn dùng thứ gì đó để đổi lấy mạng không. Khi Rick đáp rằng anh muốn thấy thành viên bên nhóm mình đã bị bắt đi, Jadis bèn sai người dẫn cha xứ Gabriel ra. Cô ta nói rằng người của mình đã đột nhập vào Alexandria để tìm những nhu yếu phẩm mà Rick và Aaron lấy được trên chiếc thuyền. Biết được rằng những đồ đó đã bị The Saviors lấy đi, chúng đành chiếm đoạt những gì còn sót lại trong kho đồ và bắt cha xứ theo.
Rick bèn đề nghị nhóm của Jadis hợp tác cùng Alexandria tấn công The Saviors và chiếm lại những gì họ muốn. Bên cạnh đó, anh cũng cảnh báo rằng sớm muộn nhóm cô ta cũng sẽ bị The Saviors tìm thấy và kiểm soát. Tuy nhiên, Jadis từ chối và ra dấu cho người tấn công nhóm Rick. Nhận thấy tình hình nguy cấp, Gabriel bèn dùng dao đe dọa sẽ giết Tamiel, tay sai của Jadis. Ông nói rằng The Saviors có rất nhiều đồ mà chúng muốn, và chúng sẽ lời to nếu tham chiến cùng họ. Nghe vậy, Jadis đành ra hiệu cho những người khác dừng lại. Cô ta bảo rằng mình muốn có cái gì đó ngay lúc này, và Gabriel đáp rằng Rick có thể làm được bất kỳ điều gì cô ta muốn.
Ngay sau đó, Rick được Jadis đưa lên đỉnh của một đống rác lớn. Cô ta nói rằng nhóm của mình đã sống ở bãi rác từ khi dịch bệnh bùng phát tới giờ. Vì nhu yếu phẩm đang ngày càng khan hiếm, có lẽ đã đến lúc nhóm cô ta cần thay đổi để thích nghi theo. Tuy nhiên, Jadis cần Rick chứng minh rằng anh đáng tin tưởng để hợp tác. Nói xong, cô ta đẩy anh ngã xuống bên dưới, nơi Rick chạm trán một con walker kỳ dị với toàn thân được bao phủ bởi giáp và gai nhọn. Trong suốt quá trình chiến đấu với nó, Rick đã bị thương nặng ở cả bàn tay và đùi. Cuối cùng, nhờ gợi ý của Michonne, anh đã dùng chính những đống rác xung quanh đè lên con walker để ngăn nó di chuyển và chặt đầu nó.
Sau khi Rick được kéo trở lại bên trên an toàn, Jadis bảo rằng nếu nhóm anh mang tới thật nhiều súng, nhóm của cô ta sẽ đồng ý tham chiến. Jadis cũng vạch ra thỏa thuận trước rằng nếu chiến thắng, nhóm cô ta sẽ lấy đi một nửa chiến lợi phẩm. Tuy nhiên, sau một hồi thương lượng với Rick, cô ta chấp nhận sẽ lấy 1/3 chiến lợi phẩm và được giữ lại một nửa số đồ đã lấy từ Alexandria. Mặc dù vậy, Jadis bảo Rick nên nhanh chóng mang súng tới trước khi thỏa thuận này "hết hạn". Rick sau đó trở lại nơi những người cùng nhóm đang đợi để báo tin vui.
Tại nghĩa trang nơi Carol đang sống, cô mở cửa bước ra trước nhà thì thấy Ezekiel cùng một vài binh lính tới ghé thăm. Jerry tặng cô một chiếc bánh nhân trái cây và Carol đành miễn cưỡng nhận lấy. Sau khi họ đã rời khỏi, Carol quay vào trong thì lại nghe thấy tiếng gõ cửa bên ngoài. Ra mở và thấy Daryl, cô xúc động ôm lấy anh. Daryl giải thích rằng nhờ có Jesus dẫn nhóm Rick tới The Kingdom mà anh mới biết rằng cô đang sống gần đây. Khi Daryl hỏi về lý do Carol bỏ đi, cô liền đáp rằng mình buộc phải làm vậy.
Quay trở lại bãi rác, Gabriel tường thuật lại cho Rick việc ông đã bị Tamiel bắt đi sau khi nghe thấy tiếng động ở kho đồ Alexandria và bước vào đó. Do có nghe cô ta nhắc đến một chiếc thuyền nào đó nên Gabriel đã để lại manh mối trong quyển sổ cho Rick. Ông cảm thấy mừng vì anh đã không hiểu lầm và đi tìm ông. Khi cha xứ hỏi rằng vì sao trước đó Rick lại mỉm cười dù đang bị bao vây, anh bèn đáp rằng: "Ai đó đã cho tôi thấy rằng kẻ thù có thể trở thành bạn".
Mặc cho Tara nghĩ rằng họ nên mang một nửa số đồ mà nhóm người kia vừa trả lại về Alexandria và điều trị vết thương cho Rick, Rosita lại muốn ở lại bên ngoài để đi tìm súng. Khi được Tara khuyên nên cùng hành động theo nhóm và cùng chuẩn bị kỹ càng cho cuộc chiến sắp tới thay vì tức tốc khơi mào nó, Rosita vẫn tỏ vẻ bất mãn.
Rick bảo rằng ngay sau khi anh được băng bó, họ sẽ quay ra ngoài để tìm súng. Anh quay sang Tara và nói rằng vì trước giờ cô là người đã từng đi xa nhất, cô có thể nói trước về những nơi mà họ không cần tới tìm. Tara mỉm cười gượng gạo và gật đầu đồng ý. Trước khi lên đường về, Rick tới nhặt một bức tượng hình con mèo cho Michonne để thay thế cho cái cô đã mất.
Vừa nấu bữa tối cho Daryl, Carol vừa tâm sự rằng cô bỏ đi là vì không thể chịu nổi cảm giác mất đi thêm bất cứ ai mà mình quan tâm nữa. Khi Carol bật khóc trong lo lắng và hỏi rằng liệu mọi người ở nhà có ổn không, Daryl nói dối rằng Alexandria đã đạt được một thỏa thuận với The Saviors giống như The Kingdom và tất cả mọi người vẫn bình an. Trước khi rời khỏi, Daryl ôm Carol một lần nữa và dặn cô bảo trọng.
Quay trở lại The Kingdom, Daryl ngồi bên chuồng của Shiva và trầm tư suy nghĩ. Tới tìm Daryl và biết rằng anh ấy đã gặp Carol, Morgan bèn giải thích rằng việc ông nói Carol bỏ đi trước đó là do được cô ấy dặn. Mặc cho Daryl nói rằng ông ấy cần phải tìm cách thuyết phục The Kingdom tham gia vào cuộc chiến, Morgan từ chối và bảo rằng mình không thể làm vậy. Daryl nói tiếp rằng đã đến lúc Morgan nên thức tỉnh, bởi dù ông đang cố gắng níu giữ điều gì thì nó cũng chẳng còn nữa. Morgan liền đáp lại rằng Daryl cũng giống ông. Anh đã không cho Carol biết chuyện đã xảy đến với Glenn và Abraham, cả hai người họ đều đang cố gắng níu giữ một điều gì đó.
Sáng hôm sau, Daryl lên đường tới Hilltop để chuẩn bị cho cuộc chiến sắp tới. Cả Morgan và Richard đều nhìn theo anh rời khỏi.

## Diễn viên

### Diễn viên chính
- Andrew Lincoln vai Rick Grimes
- Norman Reedus vai Daryl Dixon
- Lauren Cohan vai Maggie Rhee*
- Chandler Riggs vai Carl Grimes*
- Danai Gurira vai Michonne
- Melissa McBride vai Carol Peletier
- Lennie James vai Morgan Jones
- Sonequa Martin-Green vai Sasha Williams*
- Alanna Masterson vai Tara Chambler
- Josh McDermitt vai Eugene Porter*
- Christian Serratos vai Rosita Espinosa
- Jeffrey Dean Morgan vai Negan*
- Seth Gilliam vai Gabriel Stokes
- Ross Marquand vai Aaron
- Austin Amelio vai Dwight*
- Tom Payne vai Paul Rovia*
- Xander Berkeley vai Gregory*

### Diễn viên định kỳ
- Khary Payton vai Ezekiel
- Karl Makinen vai Richard
- Logan Miller vai Benjamin
- Pollyanna McIntosh vai Jadis
- Thomas Francis Murphy vai Brion

*Không xuất hiện trong tập này

### Các diễn viên phụ khác
- Cooper Andrews vai Jerry
- Daniel Newman vai Daniel
- Carlos Navarro vai Alvaro
- Kerry Cahill vai Dianne
- Jayson Warner Smith vai Gavin
- Joshua Mikel vai Jared
- Sabrina Gennarino vai Tamiel
- Gino Crognale vai Winslow

## Cái chết trong tập
- Không có

## Đánh giá
Tập phim nhận được phản hồi tích cực từ giới phê bình. Trên trang Rotten Tomatoes, có 86% trong số 29 bài đánh giá tập phim mang phản hồi tốt. Kelly Lawler từ nhật báo USA Today nhận xét: "Sau tập mở đầu nửa sau Phần 7 khá gay cấn, mạch truyện của TWD chậm đi một chút trong tập phim này qua việc giới thiệu một cộng đồng những người sống sót mới, có thể là nhóm người lập dị nhất từ trước đến nay, đồng thời giúp người hâm mộ thỏa lòng với một cuộc đoàn tụ mà họ đã trông chờ từ lâu".
Tuy nhiên bên cạnh đó, cảnh khi Rick đứng trên đỉnh bãi rác có sử dụng kỹ xảo để tạo phông nền đằng sau bị rất nhiều người chỉ trích là "không chân thực" và "giả tạo một cách lộ liễu".

## Bên lề
- Lần xuất hiện đầu tiên của: Jadis, Brion.
- Tên của tập phim - "New Best Friends" đến từ cuộc nói chuyện giữa Tara và Rosita. Khi Tara hỏi rằng nhóm người sống ở bãi rác là ai, Rosita đã đáp: "New best friends, I guess".
- Tập phim này có thời lượng phát sóng trên truyền hình là 66 phút (bao gồm cả quảng cáo), dài hơn nếu so với một tập phim thông thường có độ dài 60 phút.
- Tập phim đánh dấu lần xuất hiện thứ 25 của Seth Gilliam (Gabriel Stokes).
  - Seth là nam diễn viên da màu đầu tiên trong phim vượt qua được cột mốc 25 tập phim xuất hiện.
- Rick tặng Michonne một bức tượng hình con mèo ở cuối tập. Đây là chi tiết gợi nhớ về tập "Clear" trong Phần 3, khi mà Rick cùng Michonne và Carl quay về thị trấn nơi gia đình anh từng ở và gặp lại Morgan. Michonne đã giúp Carl lấy đồ cho bé Judith và tiện thể lấy được một bức tượng mèo.
- Tập phim đánh dấu việc Daryl sở hữu chiếc nỏ thứ ba kể từ đầu đại dịch đến giờ. Cái đầu tiên của anh đã được thay thế bằng cái mà Rick, Michonne & Carl tìm được lúc ở chỗ Morgan trong Phần 3; và cái thứ hai ở thời điểm này đang bị chiếm đoạt bởi Dwight.
- Chiếc xe tải mà Daryl và Richard nấp đằng sau trong tập chính là chiếc xe từng được sử dụng trong phim "Smokey And The Bandit" (1977).

## Lỗi phim
- Sau khi Rick được Jadis kéo trở lại lên trên đỉnh của đống rác lớn, có thể thấy trong khung cảnh đằng sau anh là một chiếc máy bay đang bay qua cùng một vài chiếc ô tô đang chạy phía xa.